# Off-Line
Off-Line è un singolo della cantautrice italiana Paola Turci, pubblicato il 29 settembre 2017 ed estratto dall'album Il secondo cuore (New Edition).

## Video musicale
Il videoclip del brano, diretto da Luisa Carcavale, vede la partecipazione dell'attore Paolo Mazzarelli. È stato pubblicato su YouTube il 4 ottobre 2017.

## Tracce
1. Off-Line – 3:32